# قائمة زملاء الجمعية الملكية المنتخبين في 1896
هذه الصفحة تعرض قائمة زملاء الجمعية الملكية المُنتخبين لعام 1896.

## الزملاء
- تشارلز ستيوارت (عالم)
- جورج كلارك [الإنجليزية]‏
- George Jennings Hinde [الإنجليزية]‏
- كارل بيرسون
- آرثر ماثيو ويلد داونينغ
- Andrew Gray (physicist) [الإنجليزية]‏
- Horace Bolingbroke Woodward [الإنجليزية]‏
- جون موراي
- John Eldon Gorst [الإنجليزية]‏
- ويليام ويلسون [الإنجليزية]‏
- J. Norman Collie [الإنجليزية]‏
- Henry Alexander Miers [الإنجليزية]‏
- Thomas Roscoe Rede Stebbing [الإنجليزية]‏
- Francis Elgar [الإنجليزية]‏

## الأعضاء الأجانب
- غبريال ليبمان
- ماجنوس جوستا ميتاج-ليفلر
- جيوفاني سكيابارلي
- ألبرت هايم